# Hinaleimoana Wong-Kalu
Hinaleimoana Kwai Kong Wong-Kalu, (Oʻahu, 15 de maio de 1972) também conhecida como Kumu Hina, é uma māhū nativa havaiana - uma pessoa tradicional do terceiro gênero que ocupa "um lugar no meio", entre o masculino e o feminino, assim como uma mulher transgênero moderna. Ela é conhecida por seu trabalho como kumu hula ("professora de hula "), como cineasta, artista, ativista e como líder comunitária no campo da língua Kānaka Maoli e preservação cultural. Ela ensina a filosofia e as tradições Kānaka Maoli que promovem alianças interculturais em todas as ilhas do Pacífico. Kumu Hina é conhecida como uma "artista poderosa com uma voz clara e forte"; ela foi aclamada como "um ícone cultural".

## Infância e educação
Hinaleimoana Kwai Kong Wong-Kalu nasceu em 15 de maio de 1972, no distrito de Nuʻuanu, em Oʻahu, no Havaí, estado dos Estados Unidos. Sua mãe é descendente de ingleses, havaianos e portugueses e seu pai é descendente de chineses. Ela é a mais nova de quatro irmãos. Ela frequentou a Escola Kamehameha (1990) e a Universidade do Havaí em Mānoa (1996–2004), onde começou seu ativismo.

## Carreira
Hinaleimoana Wong-Kalu é Embaixadora Cultural do Conselho para o Avanço dos Nativos Havaianos.
Hinaleimoana é uma das fundadoras do projeto de saúde transgênero Kulia Na Mamo e diretora cultural de uma escola pública havaiana. Ela também é uma ex-kumu de língua havaiana no Leeward Community College. Como candidata ao Escritório de Assuntos Havaianos, ela foi uma das primeiras candidatas transgênero a um cargo político estadual nos Estados Unidos. Ela também atuou como presidente do Conselho de Enterro da Ilha de Oʻahu, que supervisiona a gestão de locais de sepultamento de nativos havaianos e restos mortais ancestrais.
Hinaleimoana Wong-Kalu foi o tema do documentário Kumu Hina: A Place in the Middle, dirigido por Dean Hamer e Joe Wilson. Kumu Hina estreou como filme de encerramento no Festival Internacional de Cinema do Havaí, em 2014, e ganhou vários prêmios, incluindo o de melhor documentário no Frameline Film Festival e o GLAAD Media Award de Melhor Documentário. Foi transmitido nacionalmente pela PBS em 2015, onde ganhou o Independent Lens Audience Award. Em 2022, Hinaleimoana foi uma das curadoras de uma exposição do Museu Bishop sobre as Pedras Curandeiras de Kapaemāhū, de Waikīkī.

### Cineasta
Após o lançamento de Kumu Hina, Hinaleimoana Wong-Kalu escreveu uma versão educacional infantil do filme, A Place in the Middle, que estreou no Festival Internacional de Cinema de Berlim e no Festival Internacional de Cinema Infantil de Toronto e é destaque na mídia de aprendizagem da PBS.
Hinaleimoana Wong-Kalu, juntamente com o cineasta Dean Hammer e o diretor Joe Wilson, produziu o curta-metragem Lady Eva e o documentário Leitis in Waiting sobre a luta da comunidade transgênero indígena no Reino de Tonga, no Pacífico Sul. Ambos os filmes foram exibidos e ganharam prêmios no AFI Docs, no LA Film Festival, no Margaret Mead Film Festival, no festival de cinema FIFO e no Festival of Commonwealth Film e foram transmitidos pela PBS/Pacific Heartbeat, ARTE, Maori TV, TV France e NITV. Desde a produção de Leitis in Waiting, o filme codirigido por Kumu Hina recebeu recentemente o GLAAD Media Awards, concedido a documentários que retratam com precisão questões relacionadas às comunidades LGBTQI+ em todo o mundo.
Em 2020, Hinaleimoana Wong-Kalu dirigiu, produziu e narrou Kapaemahu, um curta-metragem de animação baseado na história havaiana de quatro lendários māhū que trouxeram as artes de cura do Taiti para o Havaí e imbuíram seus poderes em pedras gigantes que ainda estão de pé na praia de Waikīkī, após a introdução do governo dos EUA e do turismo. Narrado no raro dialeto Niihau do havaiano, o filme estreou no Festival de Cinema de Tribeca e para o Grande Prêmio do Júri, que se qualificou para o Oscar no Animayo, em 2020. Em 2022, um livro baseado no filme foi publicado.

## Prêmios e honrarias
Hinaleimoana recebeu o Prêmio Ellison Onizuka de Direitos Humanos e Civis da National Education Association, Educadora da Comunidade Nativa Havaiana do ano, e é uma Campeã da Mudança da Casa Branca. O USA Today nomeou Hinaleimoana Wong-Kalu uma das dez Mulheres do Século do Havaí. Hinaleimoana também é destaque na antologia We Are Here: 30 Inspiring Asian Americans and Pacific Islanders Who Have Shaped the United States, de Naomi Hirahara, publicada em 2022, pela Smithsonian Institution e Running Press Kids.

## Vida pessoal
Hinaleimoana Wong-Kalu é casada com Haemaccelo Kalu, natural de Tonga.

## Filmografia
- 2014 - Kumu Hina: A Place in the Middle
- 2017 - Lady Eva
- 2018 - Leitis in Waiting
- 2020 - Kapaemahu